# Ghasel
Ghasel, även kallad ghazel eller ghazal, är en diktform i den arabiska och persiska litteraturen vars bärande idé ofta är den längtande kärleken. Det mest kända exemplet i svensk litteratur är En ghasel av Gustaf Fröding. Ghasel handlar ofta om den älskades ("vännens") skönhet, 'ansikte och kropp' och har ett bestämt rimschema och versmått. Ghasel som diktform är känd hos araber från förislamisk tid. Exempelvis Imru' al-Qays är känd för denna typ av dikter, i vilka han beskrev sin musa Layla. De persiska poeterna Sadi och Hafez är framstående användare av ghazalen.
Flera västerländska poeter har inspirerats av och lånat element från den persiska ghazalen. Bland dessa märks Robert Bly, John Thompson och Phyllis Webb.

## Ursprung
.

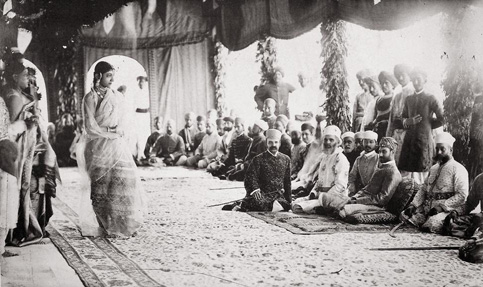
Framförande av Ghasel i Hyderabad, Indien

Ghaselen har sina rötter i qasidan, en klassisk förislamisk diktform. Den var populär i det Persiska riket under sasaniddynastin som varade till 651 e.Kr. En ghasel beskriver poetens erotiska samtal med en frånvarande älskare. Den är en rimmad vers och har varit känd sedan 1000-talet. För de kända poeterna Rumi och Saadi (1200-talet) och Hafez (1300-talet) var den frånvarande älskaren Gud. Från denna tid spred sig diktformen österut till Afghanistan, Pakistan och Indien.

## Diktform och tema
En ghasel är en arabisk, förislamisk diktform som har spridit sig till språken persiska, turkiska och urdu. Den består av 5-20 tvåradiga strofer, där versraderna i första strofen rimmar parvis. Därefter återkommer detta rim som avslutning av varje strof enligt schemat: AA, BA, CA, DA osv. Diktformens styrka ligger i att den kan tolkas symboliskt på flera plan samtidigt.
Den sista strofen innehåller ofta poetens namn som ett slags signatur. I Frödings dikt ”En ghasel” slutar tio av raderna med samma ord: ”gallret”. 
Ämnena är kärlek – mänsklig eller gudomlig och rytm och mening samverkar Ghasaler från den indiska kontinenten har ofta inslag av islamisk mysticism och de är svår att förstå om man inte är förtrogen med sufism.

## Urval av poeter

### Historiska poeter
Persisk Ghasel skrevs av de kända poeterna:
- Rumi, (1207-1273) nuvarande Afghanistan, sufisk mystiker.
- Saadi, (1210-1291), Shiraz, Iran.
- Hafez, (1325-1389), Shiraz, Iran.
- Dschami, (1414-1492), Khorasan, Iran, sufimästare.
- Sirhindi, (1564-1624), Delhi, Indien, mystiker.
- Mirza Ghalib, (1797-1869), Agra, Indien, känd för kärleksdikter på urdu.

### Europeiska poeter
- Friedrich Rückert, (1788-1866), Bayern, Tyskland.
- August von Platen-Hallermünde, (1796-1835), Würzburg, Tyskland.
- Zacharias Topelius, (1818-1898), Nykarleby, Finland.[4]
- Gottfried Keller, (1819-1890), Zürich, Schweiz.

### Moderna poeter
- Gustaf Fröding (1860-1911), Värmland.
- Frans G. Bengtsson (1884-1954), Skåne, tonsatt av Ture Rangström.[5]
- Faiz Ahmad Faiz (1911-1984), Pakistan.[1]
- Allen Ginsberg (1926-1997), New Jersey, USA.
- Robert Bly (1926-), Minnesota, USA.
- Phyllis Webb (1927-), British Columbia, Kanada.
- John Thompson (1938-1976), New Brunswick, Kanada.
- Agha Shahid Ali (1949–2001), Kashmir/USA.
- Fateme Ekhtesari (1986-), Iran.